# خوسيه جيوفاني راموس
خوسيه جيوفاني راموس (بالإسبانية: José Giovanni Ramos) هو راكب الكنو فنزويلي، ولد في 12 أبريل 1983.

## وصلات خارجية
- خوسيه جيوفاني راموس على موقع أوليمبيديا (الإنجليزية)